# Ignacio de Iriarte
Ignacio de Iriarte (ur. w 1620 w Azcoitia, prow. Guipúzcoa, zm. w 1685 w Sewilli) – hiszpański malarz i grafik okresu baroku, pejzażysta.
W 1642 przeniósł się do Sewilli, gdzie był uczniem Francisca de Herrery St. Przyjaźnił się i współpracował z Bartolomé Estebanem Murillem. Malował wyłącznie pejzaże. Zwano go hiszpańskim Claude'em Lorrainem. W 1660 został pierwszym sekretarzem Akademii Sztuk Pięknych w Sewilli.

## Wybrane dzieła
- Krajobraz  164 × 242 cm, Prado, Madryt
- Krajobraz z pasterzami –  1665, 106 × 194 cm, Prado, Madryt
- Krajobraz z postaciami –  ok. 1660, 108 × 163 cm, Muzeum Sztuk Pięknych w Bilbao
- Krajobraz z ruinami –  97 × 101 cm, Prado, Madryt
- Przeprawa przez rzekę –  ok. 1665, 63 × 84 cm, Ermitaż, Sankt Petersburg